# Conchapelopia amamiaurea
Conchapelopia amamiaurea är en tvåvingeart som beskrevs av Sasa 1991. Conchapelopia amamiaurea ingår i släktet Conchapelopia och familjen fjädermyggor. Inga underarter finns listade i Catalogue of Life.